# Eduardo Sanz y Escartín
Eduardo Sanz y Escartín (Pamplona, 8 de diciembre de 1855 - San Sebastián, 28 de mayo de 1939) fue un sociólogo y político español, ministro del Trabajo durante el reinado de Alfonso XIII. 

## Biografía
Nacido en la ciudad navarra de Pamplona, hijo de un coronel de la Guardia Civil, Miguel Sanz Amigot, se licenció en Filosofía y Letras por la Universidad de Zaragoza y en Derecho por la Universidad de Madrid. En 1894 ingresó en la Real Academia de Ciencias Morales y Políticas. Como miembro del Partido Conservador fue nombrado gobernador civil de Granada y posteriormente de Barcelona, entre el 18 de septiembre y el 26 de noviembre de 1917 en esta última ciudad.
Conde consorte de Lizárraga, fue senador en representación de la Real Academia de Ciencias Morales y Políticas entre 1903 y 1923, en 1927 pasó al Congreso como representante por derecho propio.
Presidente del Instituto de Reformas Sociales, fue asimismo gobernador del Banco de España entre 1919 y 1921 y ministro del Trabajo entre el 13 de marzo y el 14 de agosto de 1921 en un gabinete que presidió Manuel Allendesalazar.
Entre sus obras de tema sociológico destacan La cuestión económica (1890), El Estado y la reforma social (1893) y El individuo y la reforma social (1896).
Era primo hermano (tanto por vía paterna como materna) del general y político carlista Romualdo Cesáreo Sanz y Escartín y fue tío abuelo del filósofo y profesor tradicionalista Rafael Gambra.